# Pomabamba
Pomabamba ist die Hauptstadt der Provinz Pomabamba in der peruanischen Region Ancash. Die Stadt wurde im Jahr 1574 als San Juan Bautista de Pomabamba gegründet. Sie ist auch Verwaltungssitz des gleichnamigen Distrikts. Die Stadt hatte beim Zensus 2017 5667 Einwohner, 10 Jahre zuvor lag die Einwohnerzahl bei 4495.
Die Stadt Pomabamba liegt 360 km nördlich der Landeshauptstadt Lima an der Ostflanke der peruanischen Westkordillere. Westlich der 2950 m hoch gelegenen Stadt erhebt sich der teils vergletscherte Gebirgszug Cordillera Blanca. Südwestlich der Stadt verläuft der Fluss Río Pomabamba, ein Zufluss des Río Yanamayo. Pomabamba ist mit den umliegenden Städten Sihuas (35 km nordnordwestlich) und Piscobamba (13 km südöstlich) über Straßen verbunden.